# 安德森山 (南極洲)

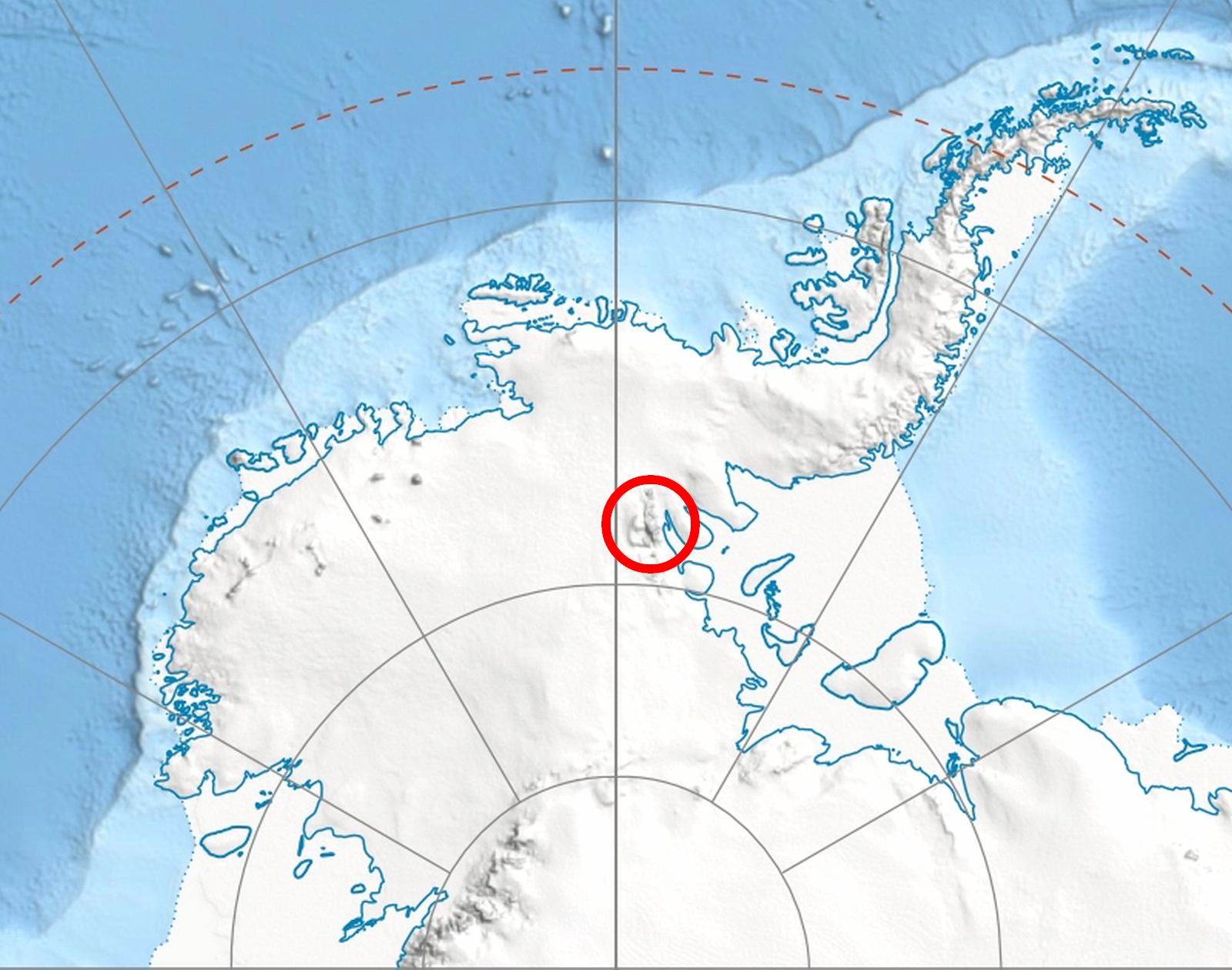

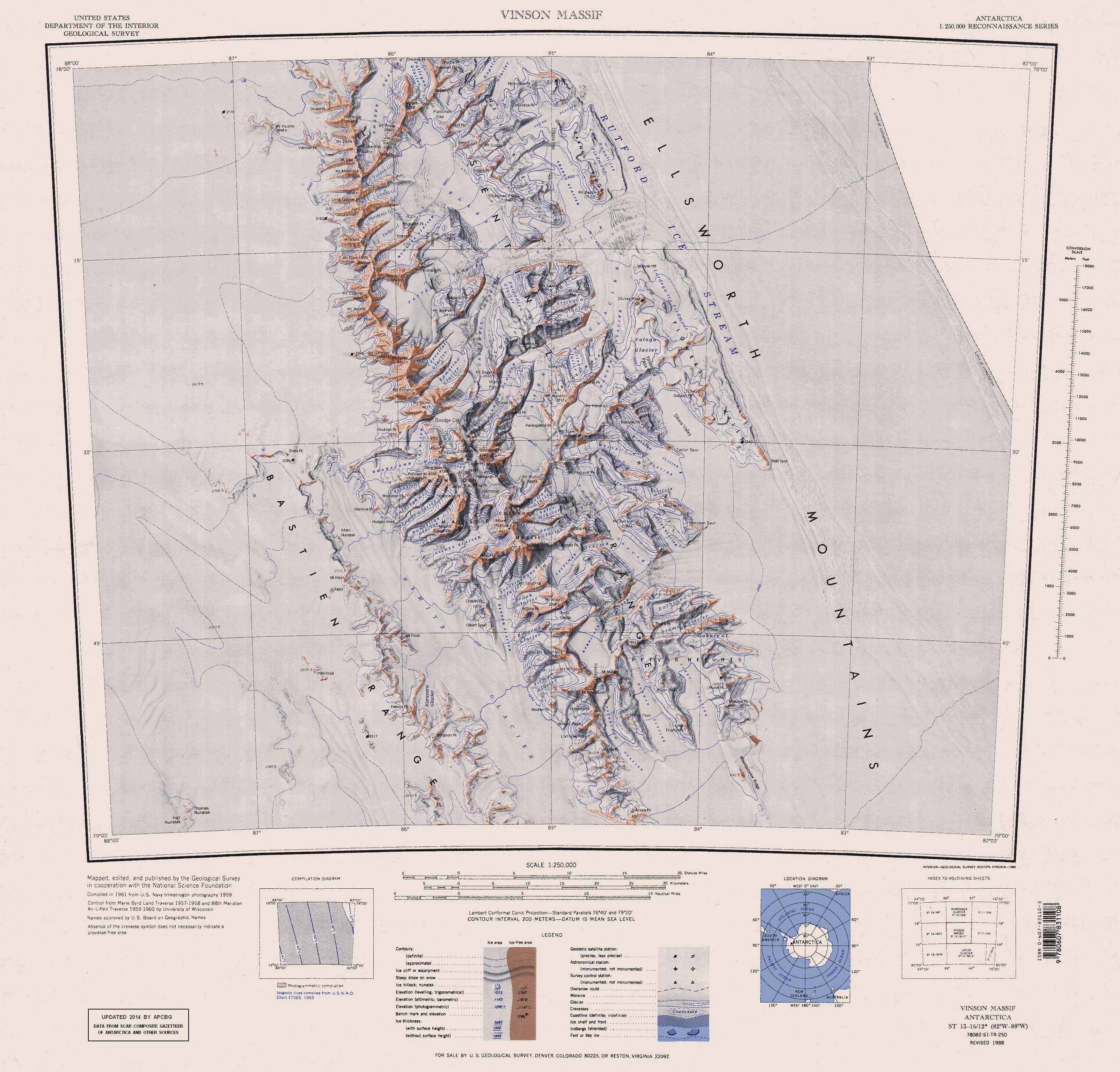

安德森山是南極洲的山峰，位於埃爾斯沃思地，屬於埃爾斯沃思山脈中森蒂納爾嶺的一部分，海拔高度4,144米，以冰川學家命名，人類在2007年1月7日首次登峰。

## 外部連結
- AntarcticMountains.com
- SCAR Composite Antarctic Gazetteer（页面存档备份，存于）.